# Видуша
Видуша или Видуше (на македонска литературна норма: Видуше; на албански: Vidusha) е село в Северна Македония, в община Маврово и Ростуше.

## География
Селото е разположено в областта Долна Река в източните склонове на Дешат над пролома на Радика между Дешат и Чаушица.

## История
В XIX век Видуша е торбешко село в Реканска каза на Османската империя. В „Етнография на вилаетите Адрианопол, Монастир и Салоника“, издадена в Константинопол в 1878 година и отразяваща статистиката на населението от 1873 година, Видоше (Vidoché) е посочено като село с 30 домакинства, като жителите му са 75 помаци.
Според статистиката на Васил Кънчов („Македония. Етнография и статистика“) в 1900 Видуши има 320 жители българи мохамедани.
На Етнографската карта на Битолския вилает на Картографския институт в София от 1901 година Витуше е чисто помашко (българомохамеданско) село в Реканската каза на Дебърския санджак с 57 къщи.
Според преброяването от 2002 година селото има 185 жители.
| Националност     | Всичко |
| северномакедонци | 152    |
| албанци          | 9      |
| турци            | 24     |
| роми             | 0      |
| власи            | 0      |
| сърби            | 0      |
| бошняци          | 0      |
| други            | 0      |

## Личности
Родени във Видуша
- Осман Мифтари (1915 – 2001), югославски и македонски политик